# 伊山修
伊山 修（いやま おさむ）は、日本の数学者。東京大学大学院数理科学研究科教授。
専門は表現論、とくに整環の表現論。博士課程の指導教員は土方弘明で、日本の表現論の草分け的存在である岩堀長慶の孫弟子にあたる。

## 人物
1991年札幌北高校を卒業して京都大学理学部に進学。京都大学大学院理学研究科に進み、1998年3月に博士号を取得。姫路工業大学(兵庫県立大学)助手、同 講師を経て、2005年名古屋大学多元数理科学研究科助教授、2009年には30代半ばで教授となっている。2020年 東京大学数理科学研究科教授。
多元環および整環の表現論の研究から出発して、Cohen–Macaulay加群の表現論の分野において斬新なアイデアを適用し、多くの未解決問題を解決した。
高校生の頃から数学の才能を発揮。高校3年夏の1990年に国際数学オリンピック第31回中国大会に出場して銅メダルを受賞。2001年には若手数学研究者を対象とする日本数学会賞建部賢弘奨励賞を、2007年8月に第12回「多元環の表現論国際会議」で，年齢35歳以下の研究者を対象とする第1回 ICRA Award を受賞している。

## 職歴
- 1998年 姫路工業大学 助手
- 2003年 同　講師
- 2004年 兵庫県立大学物質理学研究科 講師
- 2005年 名古屋大学多元数理科学研究科 助教授/准教授
- 2009年 同　教授
- 2020年 東京大学大学院数理科学研究科 教授

## 業績
- 整環の表現論
- 多元環およびCohen-Macaulay加群の表現に関する研究
- 高次 Auslander–Reiten 理論の研究

## 顕彰・招待講演
- 2001年 日本数学会賞建部賢弘賞奨励賞
- 2007年 表現論国際会議賞 (ICRA) Award
- 2008年 代数学賞日本数学会
- 2010年 春季賞日本数学会
- 2011年 日本学術振興会賞
- 2018年 ICM 2018 Rio de Janeiro, 招待講演者[5]
- 2019年 井上学術賞